# Aldești (okręg Gałacz)
Aldești – wieś w Rumunii, w okręgu Gałacz, w gminie Berești-Meria. W 2011 roku liczyła 352 mieszkańców.